# Schlössle Alberweiler

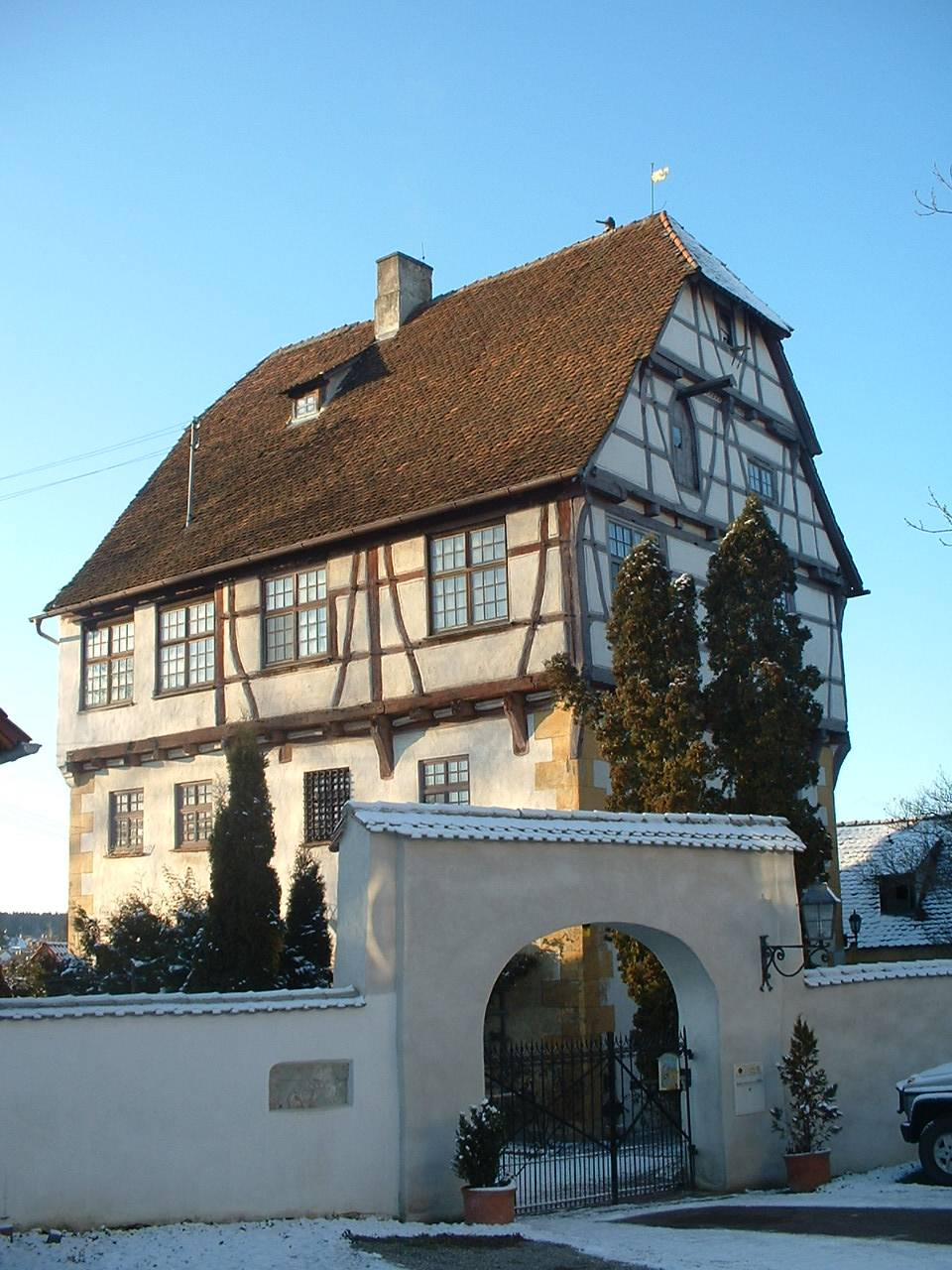
Schlössle Alberweiler, 2010

Das Schlössle Alberweiler ist ein Schloss im gleichnamigen Ortsteil der Gemeinde Schemmerhofen in Baden-Württemberg. Es wurde erstmals im Jahre 1488 erwähnt, als es während der Roggenburger Fehde durch die katholischen Truppen zerstört wurde. Es war damals im Besitz der Herren von Warthausen zu Alberweiler, die zum protestantischen Glauben übergetreten waren.
Im 15. Jahrhundert wurde unter Bartholome von Warthausen zu Alberweiler am heutigen Standort ein neues Schloss erbaut. Damals waren wohl das Erdgeschoss und der erste Stock wie heute gemauert. Der zweite Stock und die Giebel sind mit einer schönen Fachwerkkonstruktion versehen.
Im Jahr 1585 ging das Schloss in den Besitz der Grafen von Stadion über. Noch heute befinden sich darin alte Balkendecken und Türrahmen aus der Erbauungszeit. Das frühbarocke Portal mit seinen Blendpfeilern geht auf die Grafen von Stadion zurück.
1885 erwarb es schließlich der Zimmermann Andreas Mohr und versah es mit einem barocken Krüppelwalmdach. Er brachte kunstvolle Schnitzereien außen am Schloss an. Seit der Zeit der Weimarer Republik wurde nicht mehr viel investiert, und das Schloss verfiel zunehmend.
Restaurator Richard Roth, Schlossherr bis zu seinem Tod 1998, erwarb es im Jahre 1968 und näherte das Gebäude wieder seiner ursprünglichen Form an. In die Schlossmauer fügte er ein Fragment des Epitaphs des letzten Warthausers zu Alberweiler, Felix Friderich, ein, das während der Innenrenovierung der Pfarrkirche St. Ulrich in Alberweiler gefunden worden war.